# Jessie's Girl
Jessie's Girl is een nummer van de Australische zanger Rick Springfield. Het is de eerste single van zijn vijfde studioalbum Working Class Dog uit 1981. In mei dat jaar werd het nummer op single uitgebracht. In maart 1984 werd de single heruitgegeven in het Verenigd Koninkrijk en Ierland.

## Achtergrond
"Jessie's Girl" gaat over een onbeantwoorde liefde, en over een jonge man die verliefd is op de vriendin van zijn beste vriend. Dit is Springfield ook echt overkomen, zijn beste vriend heette Gary. Springfield wilde de naam van zijn vriend echter niet gebruiken in de songtekst, dus verving hij de naam Gary voor "Jessie", afgeleid van de voetballer Ron Jessie. 
De plaat werd voornamelijk in Engelstalige landen een hit. Zo bereikte de plaat de nummer 1-positie in Springfields thuisland Australië en in de VS. In Nieuw-Zeeland werd de 21e positie bereikt, Canada de 6e en in 1984 de 25e positie in Ierland. 
In Nederland werd de plaat regelmatig gedraaid op de landelijke radiozenders, werd een radiohit, maar bereikte desondanks de destijds drie landelijke hitlijsten (de Nederlandse Top 40, Nationale Hitparade en de TROS Top 50) niet. Ook in de Europese hitlijst, de TROS Europarade,    werd géén notering behaald.
Ook in België werd de plaat een radiohit, maar behaalde in zowel de voorloper van de Vlaamse Ultratop 50, de Vlaamse Radio 2 Top 30 als de Waalse hitlijst géén notering.